# PTS-DOS

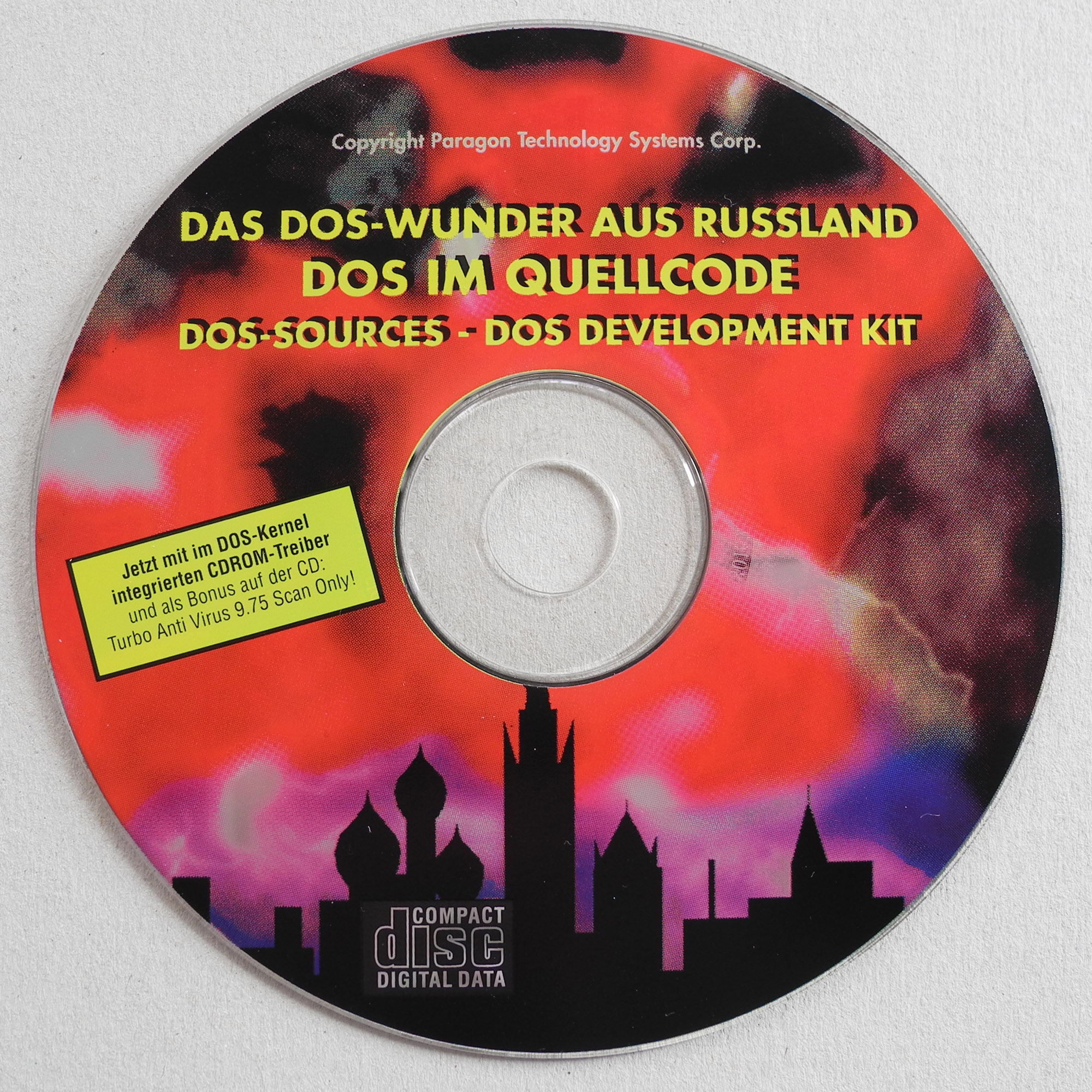
파라곤 테크놀로지 시스템즈 PTS/DOS 6.51CD & S/DOS 1.0

PTS-DOS는 러시아의 PhysTechSoft와 파라곤 테크놀로지 시스템즈에 의해 개발된 도스 클론인 디스크 운영 체제이다.

## 역사
PhysTechSoft는 1991년 MIPT의 대학 졸업자들과 구성원들에 의해 러시아 모스크바에 설립되었다. 1993년 말, PhysTechSoft는 최초의 상용화된 PTS-DOS를 PTS-DOS v6.4로 출시하였다. 버전 번호는 마이크로소프트가 MS-DOS 6.2를 1993년 출시한대로 MS-DOS 버전의 번호를 따랐다.

## 명령어
PTS-DOS 2000 프로가 지원하는 명령어는 다음과 같다.
- APPEND
- ASK
- ASSIGN
- ATTR
- BEEP
- BREAK
- CALL
- CD
- CHDIR
- CHKDSK
- CHOICE
- CLS
- COMMAND
- COPY
- CTTY
- DATE
- DEL
- DIR
- DISKCOPY
- DISP
- ECHO
- ECHONLF
- ERASE
- ERRORLEVEL
- EXE2BIN
- EXIST
- EXIT
- FDISK
- FIND
- FOR
- FORMAT
- GOTO
- HISTORY
- IF
- JOIN
- KEYB
- LABEL
- LOADFIX
- MD
- MEM
- MKDIR
- MKZOMBIE
- MODE
- MORE
- NLSFUNC
- PATH
- PAUSE
- PRINT
- PROMPT
- RD
- RDZOMBIE
- REM
- REN
- RENAME
- REPLACE
- RMDIR
- SET
- SETDRV
- SETVER
- SHARE
- SHIFT
- SORT
- Subst
- SYS
- TIME
- TREE
- TYPE
- UNINSTALL
- VER
- VERIFY
- VOL

## 하드웨어 요구사항
- 인텔 80286 CPU 이상
- 512 KB RAM 이상

## 추가 문헌
- “PTS-DOS 2000 Pro User Manual” (PDF). Buggingen, Germany: en:Paragon Technology GmbH. 1999. 2018년 5월 12일에 원본 문서 (PDF)에서 보존된 문서. 2018년 5월 12일에 확인함.